# Jedeme jedeme
A Jedeme jedeme (a lemez címkéjén és a belső borítón: Jedeme, jedeme, jedeme) a cseh Olympic együttes 1971-ben megjelent harmadik nagylemeze, melyet a Supraphon adott ki kinyitható borítóval. Katalógusszáma: 1 13 0994. Ez az album a korábbiakkal ellentétben már csak sztereóban jelent meg. A felvételek 1970 szeptembere és 1971 januárja között készültek Prágában.

## Az album dalai

### A oldal
- Pět cestujících (Petr Janda/Zdeněk Rytíř) – 5:25
- Když jsem bejval tramp (Petr Janda/Eduard Krečmar) – 2:08
- Mr. Den a lady Noc (Petr Janda/Zdeněk Rytíř) – 3:19
- Brouk (Petr Janda/Eduard Krečmar) – 4:12
- Danny (Petr Janda/Zdeněk Rytíř) – 6:07

### B oldal
- Elixír (Petr Janda/Zdeněk Rytíř) – 3:16
- Bláznivej Kiki (Petr Janda/Zdeněk Rytíř) – 3:35
- Bon soir mademoiselle Paris (Petr Janda/Zdeněk Rytíř) – 3:49
- Strážce majáku (Petr Janda/Zdeněk Rytíř) – 3:25
- Tobogán (Petr Janda/Zdeněk Rytíř) – 4:50